# Aquis Querquennis
Aquis Querquennis, conhecido popularmente como A Cidá, foi um acampamento romano situado na paróquia de Os Baños no concelho ourensino de Bande, na Galiza, e ocupado entre o último quartel do século I e meados do século II.
Provavelmente foi construído para vigiar a Via XVIII ou Via Nova, que comunicava Bracara Augusta e Astúrica Augusta. As primeiras escavações arqueológicas realizou-nas Florentino López Cuevillas na década de 1920. Em 1947 foi anegado pela barragem das Conchas, de Unión Fenosa. Esta empresa autorizou as escavações a partir de 1975. Antonio Rodríguez Colmenero dirigiu-as durante quase vinte anos, centrando-se especialmente no quadrante Noroeste.

## Descrição do sítio
O acampamento, que ocupava 3 hectares, é o clássico com forma retangular, muralha com esquinas arredondadas e torres defensivas quadrangulares entre as portas e nas esquinas. A muralha foi levantada com perpianhos pequenos de granito (opus vittattum), tem 3,20 m de largura e estava rematada por ameias semicilíndricas; dela sobressaem as torres uns 10 cm. para o exterior e 30 cm. para o interior. O fosso exterior tem forma de V, 4 m. de largura e 3 de fundo. Contava com quatro portas monumentais, das que se escavaram a principal esquerda (principalis sinistra) e a decúmana. A primeira contava com uma via de 4 m. de largura com duas faixas separadas por dois grandes esteios; a segunda é semelhante, mas com uma única abertura. A muralha está separada das construções do interior por um intervalo (intervallum) de 11 m. de largura.

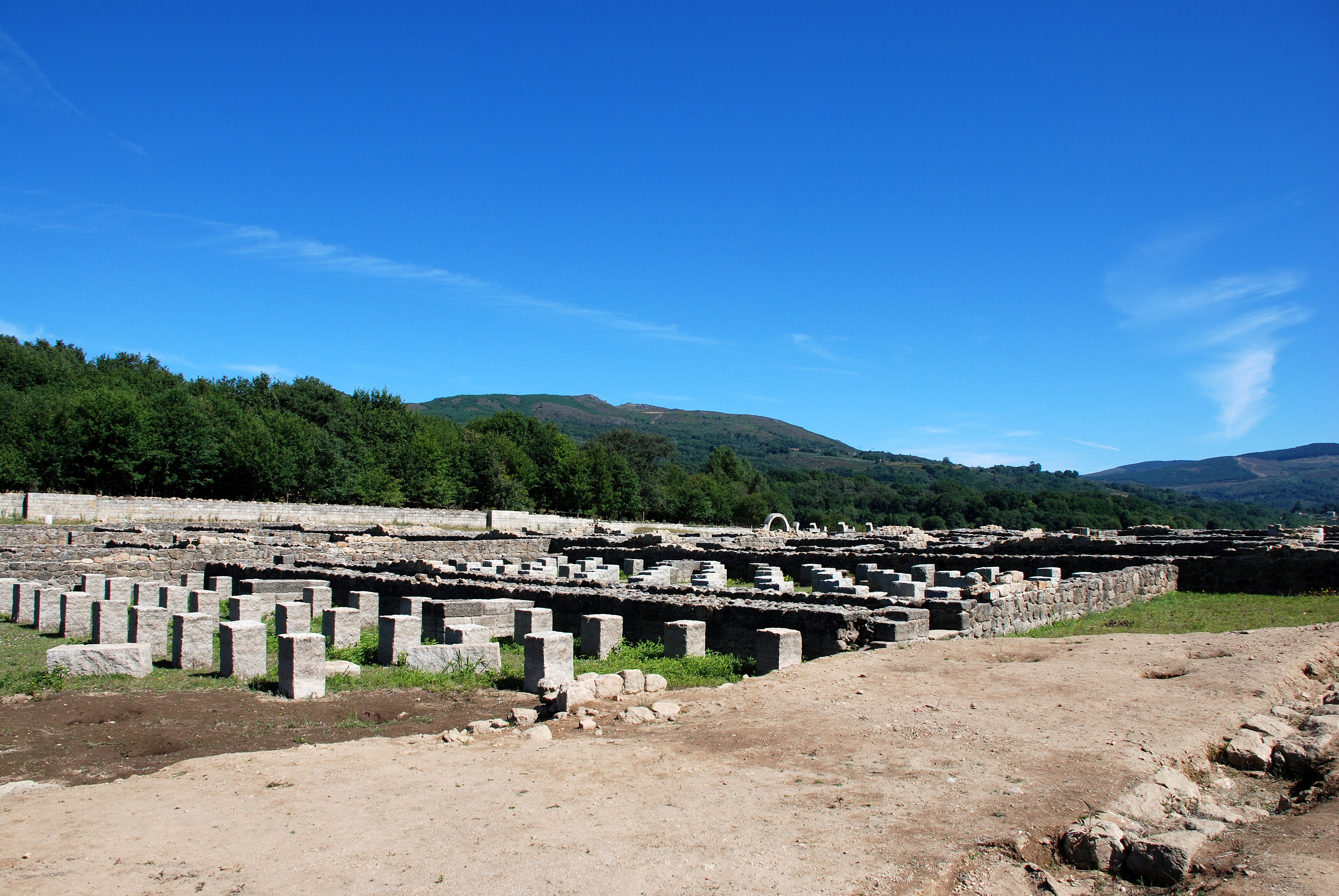
Outra vista geral do campamento

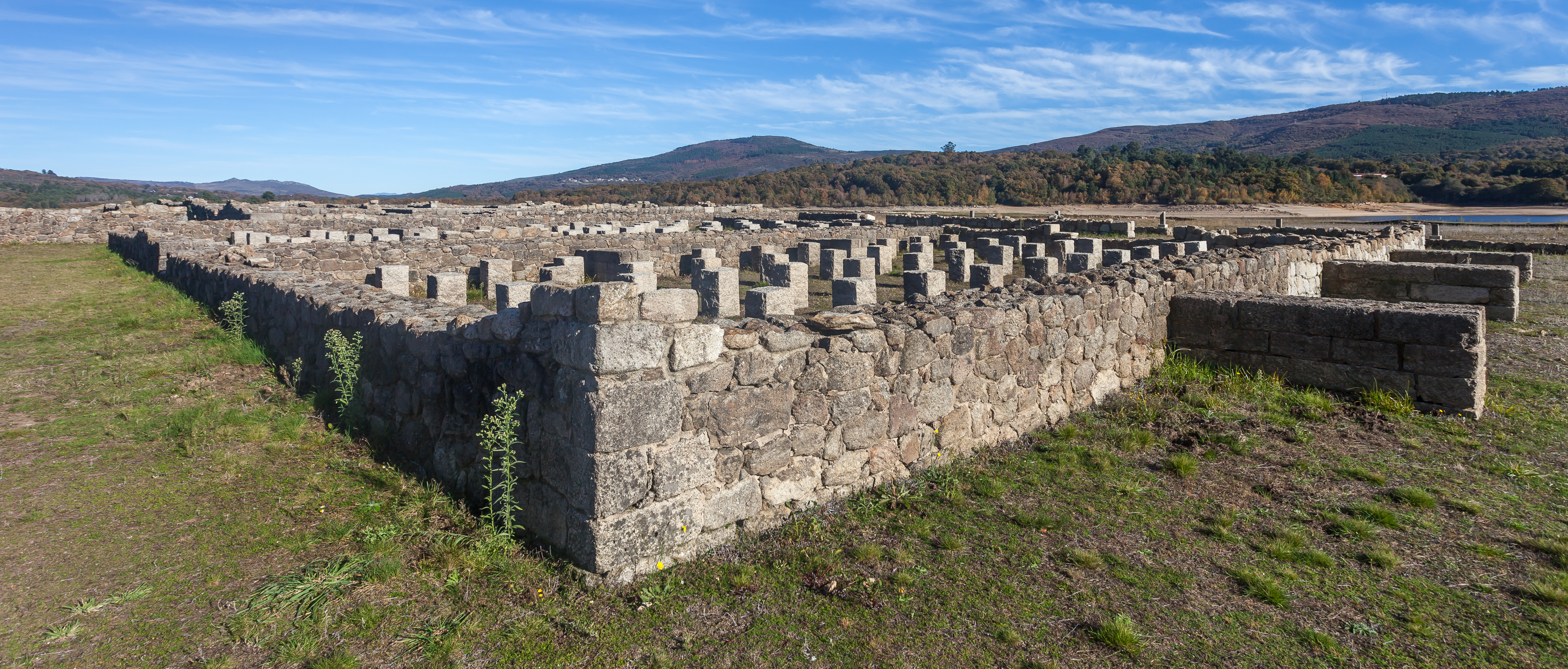

Acharam-se três construções para a tropa consistentes em alinhamentos enfrontados em torno a um pátio central com uma cisterna para juntar a água da chuva. As estâncias são de terra batida, medem 3x3m. divididas em duas partes e contam com lareiras e portas que miram para Sul. Em cada uma podiam viver oito soldados. Há dois celeiros retangulares que se elevam sobre linhas de esteios de pedra e estão delimitados por muros grossos com contrafortes externos. Pensa-se que a coberta era abobadada por estes contrafortes. Um edifício de planta quase quadrada pôde ser o hospital (valetudinário); consiste em várias estâncias quadradas arredor dum pátio central (implúvio). É possível que este pátio contasse com um peristilo de colunas de madeira assentes sobre um muro baixo de pedra.
O edifício central, que seria o quartel geral (principia) tem planta retangular (34,8 m. de fachada x 32,1 m. de fundo) e consiste em um vestíbulo flanqueado por deambulatórios cobertos e abertos à fachada. Na continuação há um pátio retangular grande com peristilos em três dos lados. Há uma basílica à qual se acede por uma entrada central grande e duas laterais mais estreitas. No fundo estaria a área sacro-administrativa, o templo oficial do estabelecimento militar, em cujo centro está o aedes rodeado de cinco estâncias, duas pelo Norte e três pelo Sul, que puderam ser o tabulário ou arquivo. Este edifício tem o chão de argila, exceto o aedes e os quartos que o rodeiam, que são de areia grossa.
Não se sabe que unidade militar ocupava Aquis Querquennis, mas pôde ser a coorte I Gallaica, destacamento misto de infantaria e cavalaria.